# Slag bij Anegawa
De Slag bij Anegawa (Japans: 姉川の戦い, Anegawa no tatakai) was een slag tijdens de Japanse Sengoku-periode in 1570. De slag was een gevolg van de belegeringen door Oda Nobunaga van de kastelen Odani en Yokoyama, die toebehoorden aan de families Azai en Asakura. De slag staat ook wel bekend als de Slag bij Nomura (Japans: 野村合戦, Nomura Kassen) bij de Oda en Azai, en als de Slag bij Mitakura (Japans: 三田村合戦, Mitamura Kassen) bij de Asakura.
De troepen van de Azai en Asakura kwamen uit de kastelen en gingen het gevecht aan met de troepen van de Oda en Tokugawa in het midden van de ondiepe rivier de Ane. Geruime tijd vochten de troepen van de Oda tegen de Azai, terwijl de soldaten van de Tokugawa het opnamen tegen de Asakura op korte afstand stroomopwaarts.
Nadat de troepen van de Tokugawa de troepen van de Asakura hadden verslagen, keerden ze zich richting het nog gaande gevecht en vielen de rechterflank van de Azai aan. Inaba Ittetsu, wiens troepen als reserve dienden, kwam naar voren en viel vervolgens de linkerflank van de Azai aan. Zelfs troepen die betrokken waren bij het beleg van kasteel Yokoyama verlieten hun posten om te helpen bij het gevecht. De troepen van de Azai en Asakura werden spoedig verslagen.
Nobunaga maakte tijdens de slag gebruik van zo'n 500 haakbusschutters. Hij is algemeen bekend vanwege zijn veelvuldige gebruik van vuurwapens. Later dat jaar zou hij bij het beleg van Ishiyama Honganji vuurwapens tegen zich gebruikt zien worden.
Er bestaan geen betrouwbare bronnen die de slag volledig beschrijven. Het is dus onmogelijk de slag volledig te reconstrueren. De slag bij Anegawa wordt levendig gepresenteerd in boeken uit het midden en de late Edoperiode. Veel van deze verhalen echter kunnen gezien worden als fictie. De enige betrouwbare verwijzing is te vinden in de Shinchokoki, waarin de slag kort wordt beschreven, zonder verder in te gaan op tactiek en details.
Het exacte aantal doden en gewonden tijdens deze slag is onbekend. De Shinchokoki meldt echter wel dat 1.100 samoerai van de Asakura gedood werden in de slag. Een leger in deze periode had ten minste enkele malen meer niet-samoerai ashigaru in haar rangen dan samoerai. Het kan dus redelijkerwijs worden aangenomen dat de verliezen aan de kant van de Asakura in de enkele duizenden lagen.
Volgens A.L. Sadler in zijn werk The Life of Shogun Tokugawa Ieyasu, werden er aan de kant van de Oda 3.170 hoofden verzameld. Een redelijk deel hiervan kwam toe aan de mannen van Mikawa, de troepen van de Tokugawa. De Mikawa Fudoki geeft een erg realistisch overkomend beeld van de slag: De vazallen vochten in groepen en tegenstanders werden onthoofd, tijdens de verwarring van de twee elkaar bestrijdende legens, tussen de wolken van rook en stof.

## In populaire cultuur
De slag komt voor in beide delen van de Samurai Warriors serie. Echter, omdat Azai Nagamasa een speelbaar karakter is in het tweede deel en slechts een niet-speelbaar karakter in het eerste deel, speelt de slag een grotere rol in het tweede deel.
Het verhaal van de aanloop naar de slag en de briljante tactieken die gebruikt worden tijdens de slag door Tokugawa Ieyasu worden weergegeven in deel 12 van de Dark Horse Comics serie genaamd "Path of the Assassin," onder de naam "The Three Foot Battle."